# Echiothrix
Echiothrix é um género de roedor da família Muridae.

## Espécies
- Echiothrix centrosa Miller e Hollister, 1921
- Echiothrix leucura Gray, 1867